# خودکشی در سوئد

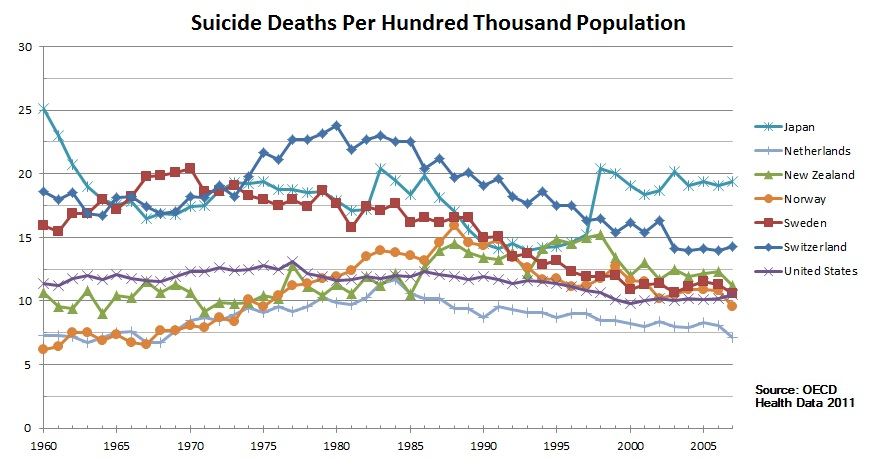
روند خودکشی از ۱۹۶۰ تا ۲۰۰۷ در ژاپن، هلند، نیوزیلند، نروژ، سوئد، سوئیس و ایالات متحده آمریکا.

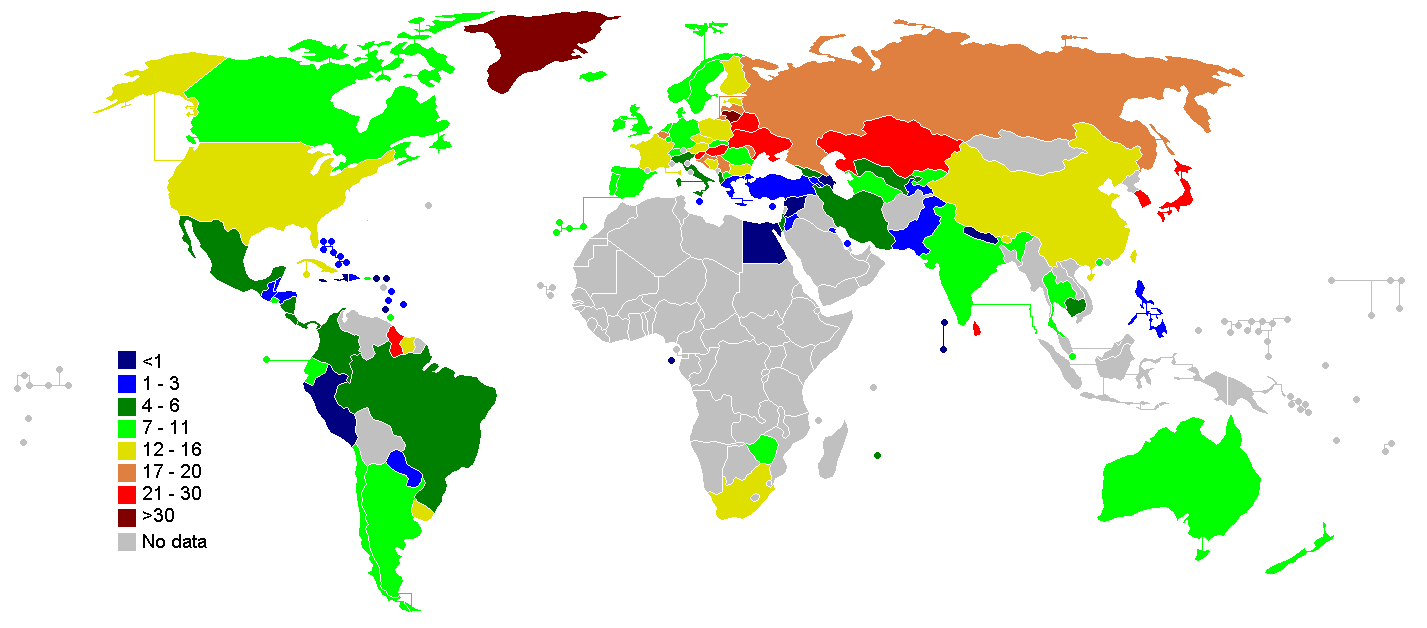
نرخ خودکشی سوئد در هر ۱۰۰٬۰۰۰ تن در مقایسه با دیگر کشورها بر پایه داده‌های سازمان بهداشت جهانی.

نرخ خودکشی در سوئد پایین‌تر از میانگین خودکشی در جهان است. در بیش‌تر مدت قرن ۲۰ کشور سوئد یکی از بالاترین نرخ‌های خودکشی را در میان کشورهای جهان اول داشت. نرخ خودکشی این کشور بیش از کشورهای دیگر قاره اروپا همچون هلند، نروژ و انگلیس بود. با این حال نرخ خودکشی در این کشور از آن زمان تا کنون دهه به دهه کاهش داشته‌است.
در ۲۰۱۱، ۱٬۳۷۸ مرگ ناشی از خودکشی در این کشور رخ داد که برابر است با ۱۷٬۵ تن در هر ۱۰۰٬۰۰۰ تن. سوئدی‌های ۴۵ تا ۷۴ سال احتمال خودکشی‌شان بیش از دیگر گروه‌های سنی است و سوئدی‌های ۱۵ تا ۲۴ سال نیز کم‌تر.
همچنین احتمال خودکشی مردان در این کشور بسیار بیش از زنان است. در سال ۲۰۱۱، ۹۶۲ مرد و ۴۱۶ زن در این کشور خودکشی کردند.
طبق مقاله‌ای دز نیویورک تایمز به سال ۲۰۱۱، «با وجود آنکه مطالعات فراوانی حاکی از آنند که کشورهایی چون سوئد و دانمارک همواره از نظر نرخ شادی و مزان رضایتمندی از زندگی یکی از بالاترین کشورها هستند، اما جالب است که نرخ خودکشی بالایی هم دارند.» در این مقاله همچنین آمده: «برخی جامعه‌شناسان در این رابطه اظهار نظر کرده‌اند که این روند خودکشی بیش‌تر به شرایط آب و هوایی این کشورها که در بیش‌تر طول سال زمستان‌های سرد را تجربه می‌کنند و نیز عوامل فرهنگی بستگی دارند.»

## منافع
1. ↑  Värnik, Peeter (2012). "Suicide in the World". Int. J. Environ. Res. Public Health. 9: 760–771. doi:10.3390/ijerph9030760. PMC 3367275. PMID 22690161.
2. ↑  "Suicide | OECD READ edition". OECD iLibrary. Retrieved 2015-10-08.
3. ↑  OECD Health Data 2012 - Frequently Requested Data بایگانی‌شده  در ۲۴ سپتامبر ۲۰۱۵ توسط Wayback Machine, downloadable spreadsheet. Accessed May 18, 2013.
4. ↑  Wasserman, Eva (September 11, 2012). "Suicide in Sweden". National Centre for Suicide Research and Prevention of Mental lll-Health. Archived from the original on 25 January 2020. Retrieved May 18, 2013. {{cite web}}: External link in |publisher= (help)
5. ↑  Wasserman, Eva (September 11, 2012). "Suicide in Sweden 2011". National Centre for Suicide Research and Prevention of Mental lll-Health. Archived from the original on 18 April 2013. Retrieved May 18, 2013. {{cite web}}: External link in |publisher= (help)
6. ↑  Parker-Pope, Tara (April 22, 2011). "Happiest Places Post Highest Suicide Rates". The New York Times. Retrieved May 18, 2013. {{cite news}}: Italic or bold markup not allowed in: |publisher= (help)